# John Godfrey Saxe
Pour les articles homonymes, voir Saxe.
John Godfrey Saxe (2 juin 1816 - 31 mars 1887) est un poète et satiriste américain surtout connu pour sa traduction et diffusion en Occident de la parabole des « aveugles et de l'éléphant » originaire de la tradition Jaïn. Il publia de nombreux poèmes dans Harper's Magazine et à The Atlantic.
Il se présenta aux élections de gouverneur du Vermont en 1860 et perdit. Une succession de décès dans sa famille (cinq de ses enfants et sa femme) le plongèrent dans la dépression et la réclusion un peu avant sa mort. En 1887, l'État de New York lui dédia une statue dans le « coin des poètes » au capitole de l'État de New York à Albany. 